# Tenis na letních olympijských hrách
Tenis byl součástí letních olympijských her od jejich znovuobnovení v roce 1896 až do roku 1924, kdy došlo k jeho vyřazení. Poté se opět zúčastnil dvou her LOH 1968 a LOH 1984 v roli ukázkového sportu. Do rodiny olympijských sportů se vrátil na Letních olympijských hrách 1988 v Soulu. Od té doby je jejich pravidelnou součástí. Na olympijských hrách konaných v letech 1896, 1900, 1904, 1988 a 1992 obdrželi poražení semifinalisté automaticky bronzovou medaili. Na všech ostatních olympijských hrách, kde byl tenis hrán, se mezi poraženými semifinalisty konal zápas o bronzovou medaili.
Body do žebříčků ATP a WTA byly přidělovány pouze ve dvouhrách, u mužů v letech 2000, 2004, 2008 a 2012, u žen pak v ročnících 2004, 2008 a 2012. Od olympiády 2016 bylo bodové hodnocení zrušeno společně s opuštěním bodování v Davis Cupu. Na olympiádě 2016 byl zaveden 7bodový tiebreak i v rozhodující sadě za stavu gamů 6–6. Ve všech deblových soutěžích je třetí sada hrána ve formě 10bodového supertiebreaku, při zachování výhod v gamech úvodních dvou setů.

## Přehled
| Rok  | soutěží | medailový lídr             |
| ---- | ------- | -------------------------- |
| 1896 | 2       | Velká Británie (1)         |
| 1900 | 4       | Velká Británie (2)         |
| 1904 | 2       | Spojené státy americké (1) |
| 1908 | 6       | Velká Británie (3)         |
| 1912 | 8       | Francie (1)                |
| 1920 | 5       | Velká Británie (4)         |
| 1924 | 5       | Spojené státy americké (2) |

| Rok  | soutěží | medailový lídr             |
| ---- | ------- | -------------------------- |
| 1968 | 10      | Mexiko (1)                 |
| 1984 | 2       | Západní Německo (1)        |
| 1988 | 4       | Spojené státy americké (3) |
| 1992 | 4       | Spojené státy americké (4) |
| 1996 | 4       | Spojené státy americké (5) |
| 2000 | 4       | Spojené státy americké (6) |
| 2004 | 4       | Chile (1)                  |

| Rok  | soutěží | medailový lídr             |
| ---- | ------- | -------------------------- |
| 2008 | 4       | Rusko (1)                  |
| 2012 | 5       | Spojené státy americké (7) |
| 2016 | 5       | Spojené státy americké (8) |
| 2020 | 5       | Sportovci ROV (1)          |
| 2024 | 5       | Čína (1)                   |

Vysvětlivky
1. 1 2 3  V závorce celkový počet zakončení dané výpravy na pozici medailového lídra ročníku.
2. 1 2  Ukázkový sport, tenis nebyl na oficiálním programu her.

## Místa konání a vítězové dvouher
| Rok  | pořadatelské město         | dějiště                                       | povrch    | Olympijští vítězové          | Olympijští vítězové |
| Rok  | pořadatelské město         | dějiště                                       | povrch    | ženská dvouhra               | mužská dvouhra      |
| ---- | -------------------------- | --------------------------------------------- | --------- | ---------------------------- | ------------------- |
| 1896 | Athény, Řecko              | Athénský tenisový klub, Velodrom Neo Phaliron | antuka    | ženy nehrály                 | John Boland         |
| 1900 | Paříž, Francie             | Cercle des Sports, Île de Puteaux             | antuka    | Charlotte Cooperová          | Lawrence Doherty    |
| 1904 | St. Louis, Spojené státy   | Francis Field                                 | antuka    | ženy nehrály                 | Beals Wright        |
| 1908 | Londýn, Spojené království | All England Lawn Tennis and Croquet Club      | tráva     | Dorothea Chambersová         | Josiah Ritchie      |
| 1908 | Londýn, Spojené království | Queen's Club (hala)                           | dřevo (h) | Gwendoline Eastlake-Smithová | Arthur Gore         |
| 1912 | Stockholm, Švédsko         | Östermalms IP                                 | antuka    | Marguerite Broquedisová      | Charles Winslow     |
| 1912 | Stockholm, Švédsko         | Östermalms IP                                 | dřevo (h) | Edith Hannamová              | André Gobert        |
| 1920 | Antverpy, Nizozemsko       | Tenisový klub Beerschot                       | tráva     | Suzanne Lenglenová           | Louis Raymond       |
| 1924 | Paříž, Francie             | Stade Olympique de Colombes                   | antuka    | Helen Willsová               | Vincent Richards    |
| 1988 | Soul, Jižní Korea          | Tenisové centrum Olympijského parku           | tvrdý     | Steffi Grafová               | Miloslav Mečíř      |
| 1992 | Barcelona, Španělsko       | Tennis de la Vall d'Hebron                    | antuka    | Jennifer Capriatiová         | Marc Rosset         |
| 1996 | Atlanta, Spojené státy     | Stone Mountain Tennis Center                  | tvrdý     | Lindsay Davenportová         | Andre Agassi        |
| 2000 | Sydney, Austrálie          | Tenisové centrum Olympijského parku           | tvrdý     | Venus Williamsová            | Jevgenij Kafelnikov |
| 2004 | Athény, Řecko              | Athénské olympijské tenisové centrum          | tvrdý     | Justine Henin-Hardenneová    | Nicolás Massú       |
| 2008 | Peking, Čína               | Zelené olympijské tenisové centrum            | tvrdý     | Jelena Dementěvová           | Rafael Nadal        |
| 2012 | Londýn, Spojené království | All England Lawn Tennis and Croquet Club      | tráva     | Serena Williamsová           | Andy Murray         |
| 2016 | Rio de Janeiro, Brazílie   | Olympijské tenisové centrum                   | tvrdý     | Mónica Puigová               | Andy Murray (2)     |
| 2020 | Tokio, Japonsko            | Ariake Tennis Park                            | tvrdý     | Belinda Bencicová            | Alexander Zverev    |
| 2024 | Paříž, Francie             | Stade Roland-Garros                           | antuka    | Čeng Čchin-wen               | Novak Djoković      |
| 2028 | Los Angeles, Spojené státy | Tenisové dvorce StubHub Center                | tvrdý     |                              |                     |
| 2032 | Brisbane, Austrálie        | Queenslandské tenisové centrum                | tvrdý     |                              |                     |

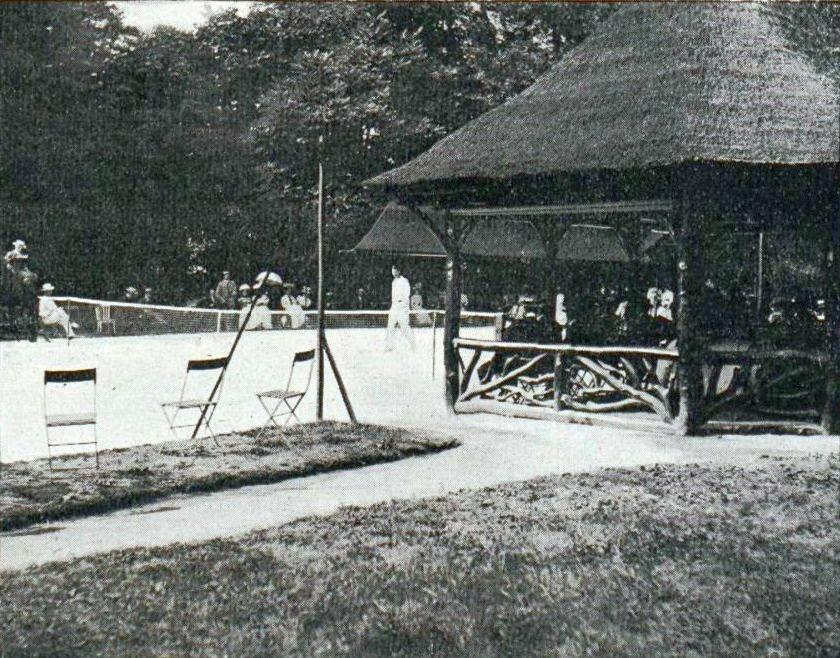
Finále v Cercle des Sports v Puteaux (1900)
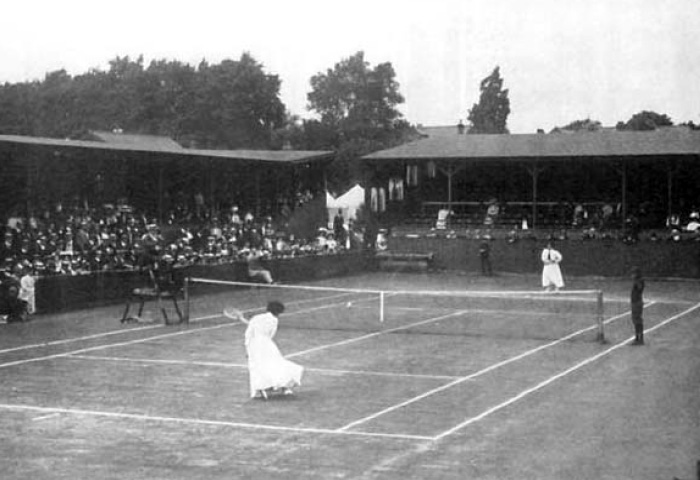
Finále žen v All England Clubu (1908)
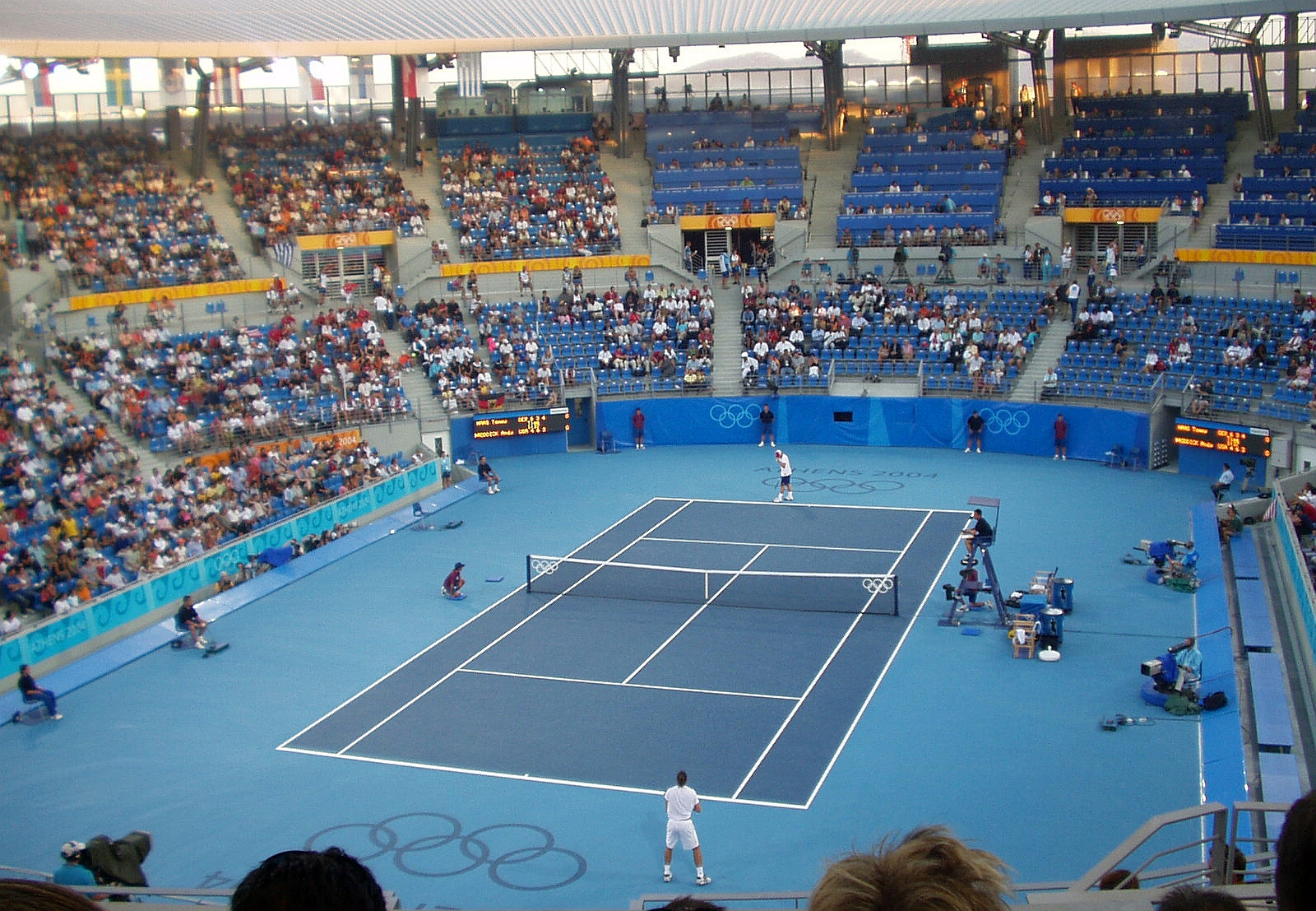
Centrální dvorec v Athénách (2004)
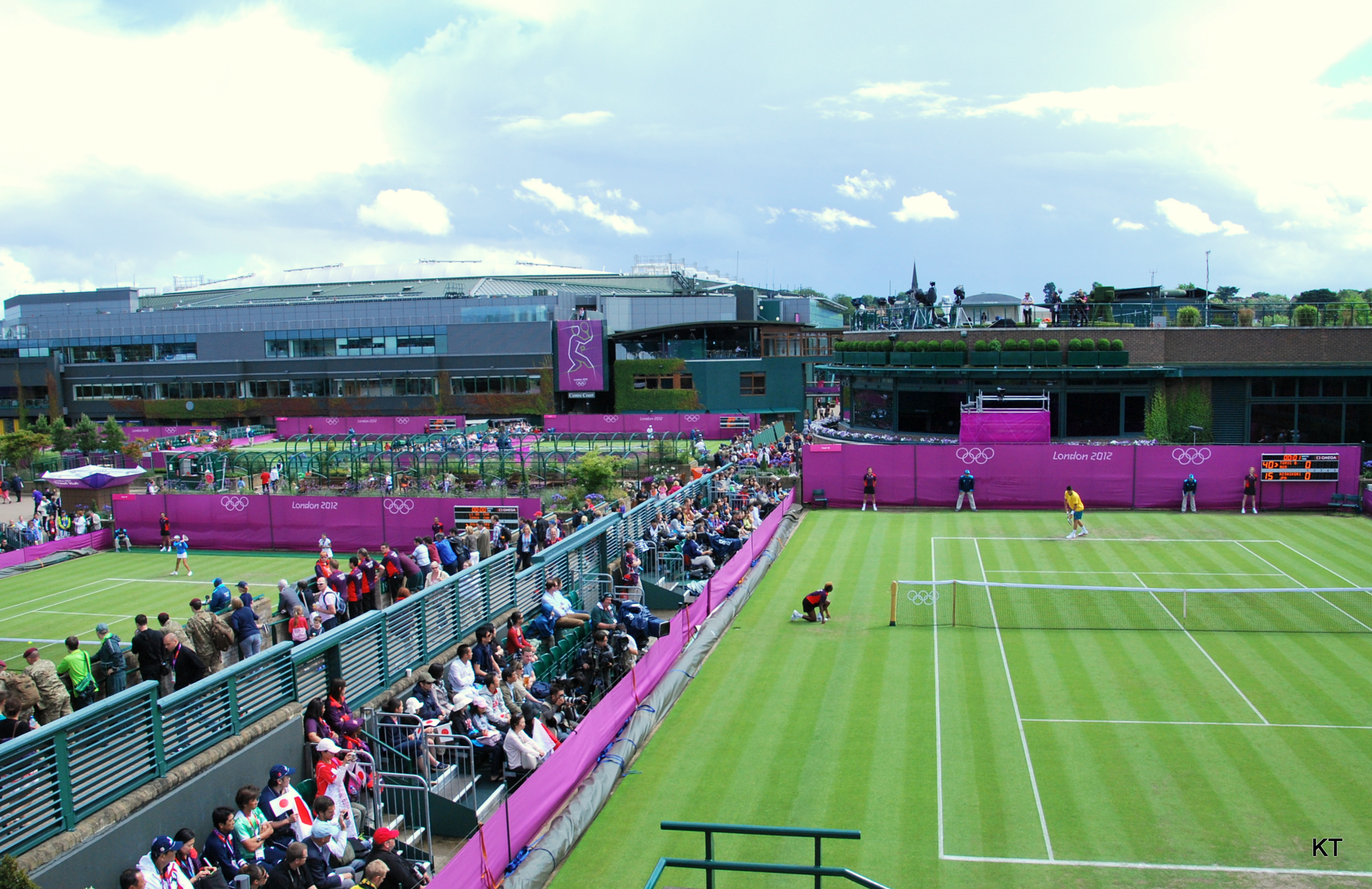
Areál All England Clubu (2012)
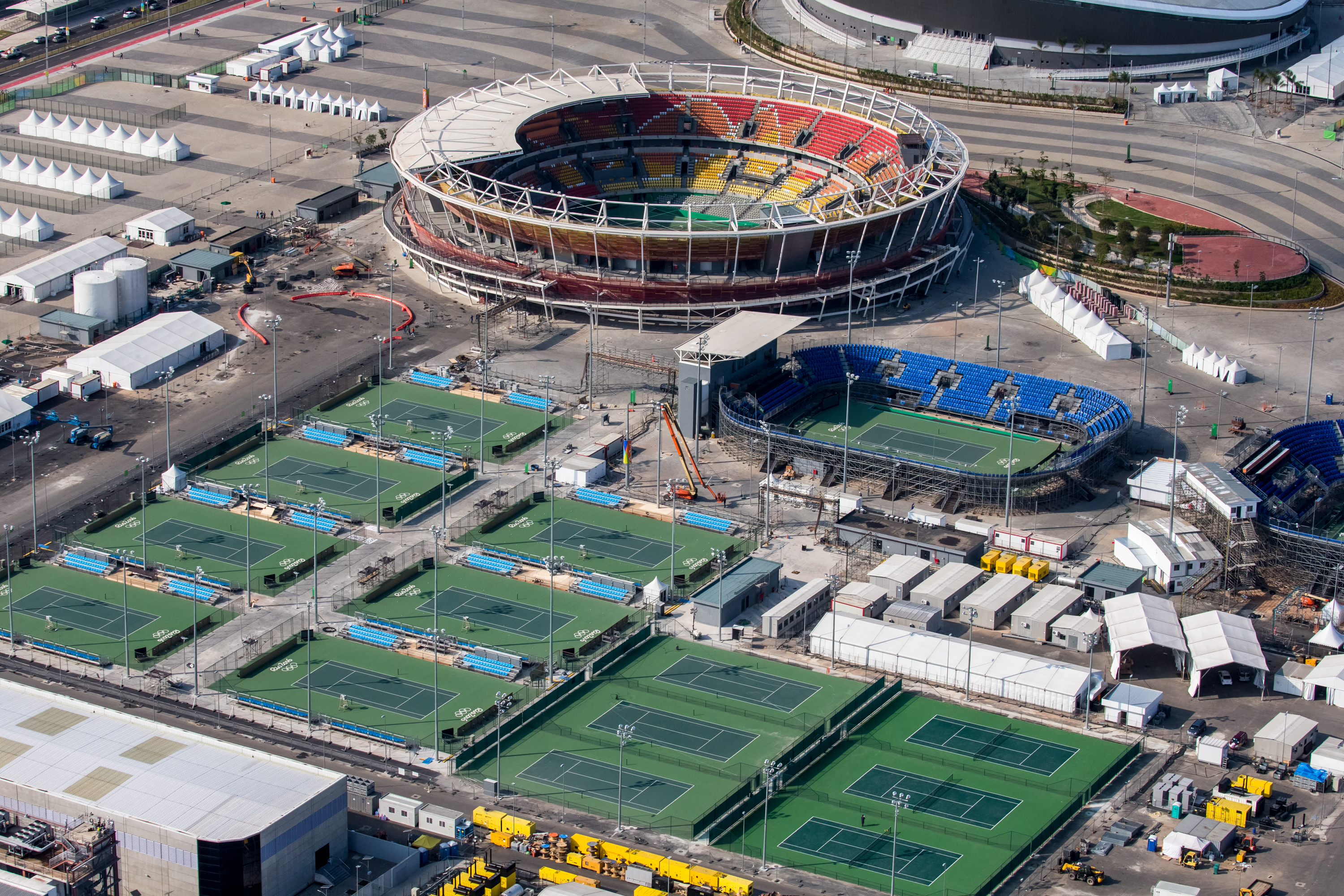
Olympijské tenisové centrum (2016)
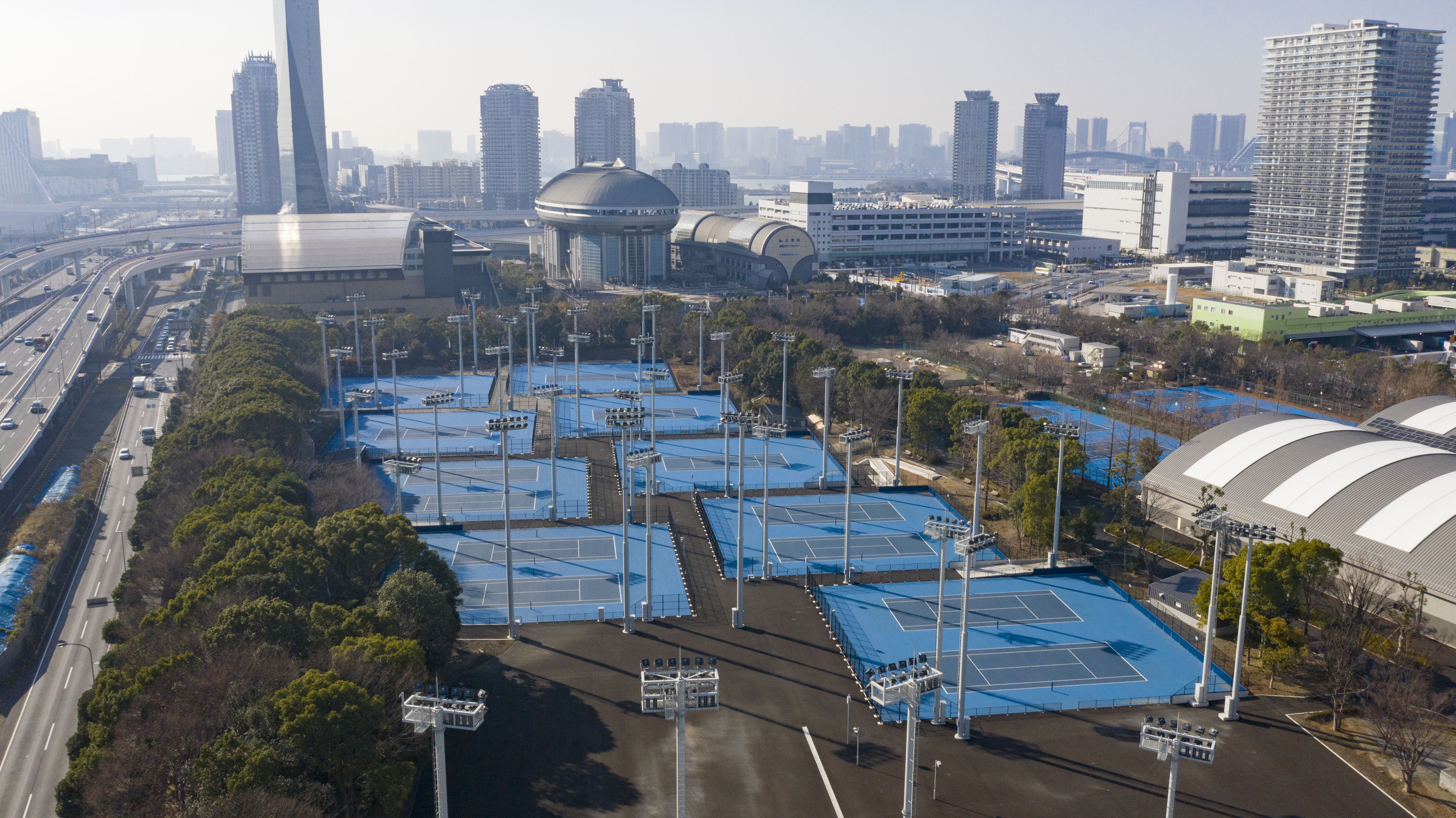
Ariake tennis park (2020)
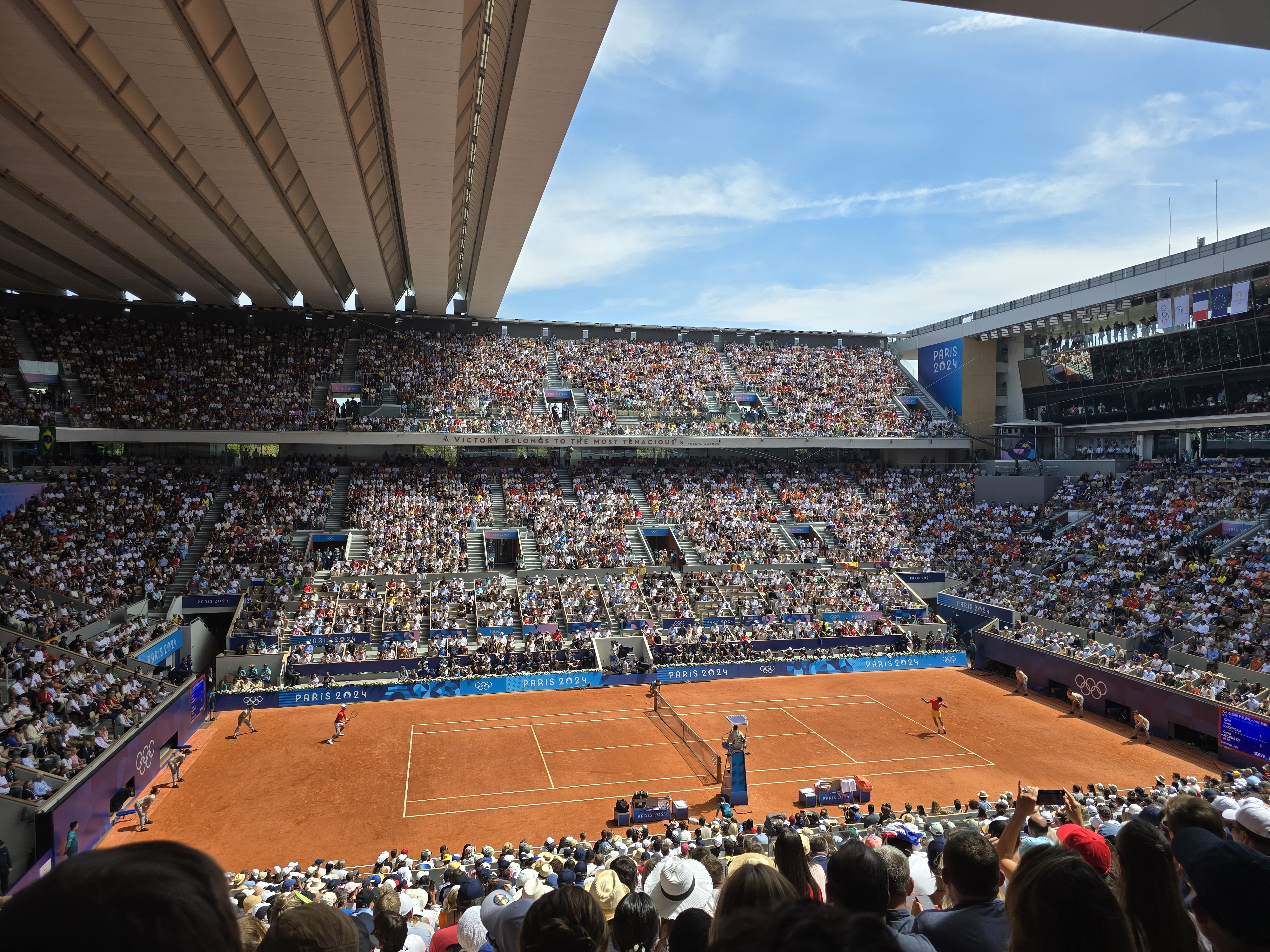
Finále mužů na Chatrierově dvorci, areál Rolanda Garrose (2024)

## Soutěže
(u) – ukázkový sport, (e) – exhibice
| Soutěž                 | 96 | 00 | 04 | 08 | 12 | 20 | 24 | 28–64  | 68     | 72–80 | 84  | 88 | 92 | 96 | 00 | 04 | 08 | 12 | 16 | 20 | 24 | Celkem     |
| ---------------------- | -- | -- | -- | -- | -- | -- | -- | ------ | ------ | ----- | --- | -- | -- | -- | -- | -- | -- | -- | -- | -- | -- | ---------- |
| mužská dvouhra         | •  | •  | •  | •  | •  | •  | •  |        | (u, e) |       | (u) | •  | •  | •  | •  | •  | •  | •  | •  | •  | •  | 17         |
| mužská dvouhra (hala)  |    |    |    | •  | •  |    |    |        |        |       |     |    |    |    |    |    |    |    |    | 2  |    |            |
| mužská čtyřhra         | •  | •  | •  | •  | •  | •  | •  | (u, e) |        | •     | •   | •  | •  | •  | •  | •  | •  | •  | •  | 17 |    |            |
| mužská čtyřhra (hala)  |    |    |    | •  | •  |    |    |        |        |       |     |    |    |    |    |    |    |    |    | 2  |    |            |
| ženská dvouhra         |    | •  |    | •  | •  | •  | •  | (u, e) | (u)    | •     | •   | •  | •  | •  | •  | •  | •  | •  | •  | 15 |    |            |
| ženská dvouhra (hala)  |    |    |    | •  | •  |    |    |        |        |       |     |    |    |    |    |    |    |    |    | 2  |    |            |
| ženská čtyřhra         |    |    |    |    |    | •  | •  | (u, e) |        | •     | •   | •  | •  | •  | •  | •  | •  | •  | •  | 12 |    |            |
| smíšená čtyřhra        |    | •  |    |    | •  | •  | •  | (u, e) |        |       |     |    |    |    |    | •  | •  | •  | •  | 8  |    |            |
| smíšená čtyřhra (hala) |    |    |    |    | •  |    |    |        |        |       |     |    |    |    |    |    |    |    |    | 1  |    |            |
|                        |    |    |    |    |    |    |    |        |        |       |     |    |    |    |    |    |    |    |    |    |    |            |
| Počet soutěží          | 2  | 4  | 2  | 6  | 8  | 5  | 5  | 0      | 0      | 0     | 0   | 4  | 4  | 4  | 4  | 4  | 4  | 5  | 5  | 5  | 5  | 17 ročníků |

## Zúčastněné země
| Země                   | 96 | 00 | 04 | 08 | 12 | 20 | 24  | 28–64 | 68 | 72–80 | 84 | 88  | 92  | 96  | 00  | 04  | 08  | 12  | 16  | 20  | Účasti |
| ---------------------- | -- | -- | -- | -- | -- | -- | --- | ----- | -- | ----- | -- | --- | --- | --- | --- | --- | --- | --- | --- | --- | ------ |
| Alžírsko               | –  | –  | –  | –  | –  | –  | –   |       | –  |       | –  | 1   | –   | –   | –   | 1   | –   | –   | –   | –   | 2      |
| Argentina              | –  | –  | –  | –  | –  | –  | 5   | –     | 1  | 5     | 6  | 8   | 8   | 9   | 6   | 7   | 6   | 7   | 11  |     |        |
| Arménie                | –  | –  | –  | –  | –  | –  | –   | –     | –  | –     | –  | 1   | 1   | 1   | –   | –   | –   | –   | 3   |     |        |
| Australasie            | –  | –  | –  | –  | 1  | –  | –   | –     | –  | –     | –  | –   | –   | –   | –   | –   | –   | –   | 1   |     |        |
| Austrálie              | 1  | 2  | –  | –  | –  | 1  | 2   | –     | 3  | 6     | 7  | 7   | 10  | 7   | 8   | 6   | 10  | 10  | 14  |     |        |
| Rakousko               | –  | –  | –  | 3  | 3  | –  | –   | –     | 2  | 3     | 5  | 1   | 3   | 1   | 3   | 3   | 2   | 2   | 12  |     |        |
| Bahamy                 | –  | –  | –  | –  | –  | –  | –   | –     | –  | –     | 2  | 2   | 2   | 2   | 2   | –   | –   | –   | 5   |     |        |
| Barbados               | –  | –  | –  | –  | –  | –  | –   | –     | –  | –     | –  | –   | –   | –   | –   | –   | 1   | –   | 1   |     |        |
| Bělorusko              | –  | –  | –  | –  | –  | –  | –   | –     | –  | –     | –  | 2   | 4   | 2   | 5   | 3   | 2   | 3   | 7   |     |        |
| Belgie                 | –  | –  | –  | –  | –  | 16 | 8   | –     | –  | –     | 1  | 3   | 3   | 3   | 2   | 5   | 3   | 4   | 10  |     |        |
| Benin                  | –  | –  | –  | –  | –  | –  | –   | –     | –  | –     | –  | –   | 1   | –   | –   | –   | –   | –   | 1   |     |        |
| Bermudy                | –  | –  | –  | –  | –  | –  | –   | –     | –  | 1     | –  | –   | –   | –   | –   | –   | –   | –   | 1   |     |        |
| Čechy                  | –  | 1  | –  | 4  | 8  | –  | –   | –     | –  | –     | –  | –   | –   | –   | –   | –   | –   | –   | 3   |     |        |
| Bolívie                | –  | –  | –  | –  | –  | –  | –   | –     | –  | –     | –  | –   | 1   | –   | –   | –   | –   | 1   | 2   |     |        |
| Bosna a Hercegovina    | –  | –  | –  | –  | –  | –  | –   | –     | –  | –     | –  | –   | –   | 1   | –   | –   | 2   | –   | 2   |     |        |
| Brazílie               | –  | –  | –  | –  | –  | –  | –   | 1     | 1  | 3     | 4  | 3   | 4   | 3   | 4   | 4   | 7   | 7   | 11  |     |        |
| Bulharsko              | –  | –  | –  | –  | –  | –  | –   | –     | –  | 2     | 3  | 2   | –   | 1   | 1   | 2   | 2   | –   | 7   |     |        |
| Kanada                 | –  | –  | –  | 3  | –  | –  | –   | –     | 2  | 7     | 5  | 6   | 4   | 2   | 3   | 5   | 4   | 4   | 11  |     |        |
| Chile                  | –  | –  | –  | –  | –  | –  | 2   | –     | –  | –     | 1  | 2   | 2   | 2   | 2   | –   | 2   | 1   | 8   |     |        |
| Čína                   | –  | –  | –  | –  | –  | –  | –   | –     | 1  | 2     | 5  | 4   | 3   | 4   | 8   | 4   | 5   | 5   | 10  |     |        |
| Tchaj-wan              | –  | –  | –  | –  | –  | –  | –   | –     | 1  | –     | –  | 3   | 2   | 1   | 3   | 3   | 5   | 5   | 8   |     |        |
| Kolumbie               | –  | –  | –  | –  | –  | –  | –   | –     | –  | –     | –  | –   | 2   | 2   | –   | 4   | 3   | 4   | 5   |     |        |
| Kostarika              | –  | –  | –  | –  | –  | –  | –   | –     | –  | –     | –  | –   | 1   | –   | –   | –   | –   | –   | 1   |     |        |
| Pobřeží slonoviny      | –  | –  | –  | –  | –  | –  | –   | –     | –  | 1     | –  | 2   | –   | –   | –   | –   | –   | –   | 2   |     |        |
| Chorvatsko             | –  | –  | –  | –  | –  | –  | –   | –     | –  | –     | 2  | 4   | 5   | 5   | 1   | 2   | 4   | 6   | 8   |     |        |
| Kypr                   | –  | –  | –  | –  | –  | –  | –   | –     | –  | –     | –  | –   | –   | 1   | –   | 1   | –   | –   | 2   |     |        |
| Česko                  | –  | –  | –  | –  | –  | –  | –   | –     | –  | –     | –  | 4   | 7   | 8   | 11  | 8   | 7   | 6   | 7   |     |        |
| Československo         | –  | –  | –  | –  | –  | 7  | 5   | –     | –  | 5     | 5  | –   | –   | –   | –   | –   | –   | –   | 4   |     |        |
| Dánsko                 | –  | –  | –  | –  | 10 | 3  | 5   | 2     | 1  | 3     | 2  | 2   | 1   | –   | 1   | 1   | 1   | –   | 12  |     |        |
| Dominikánská republika | –  | –  | –  | –  | –  | –  | –   | –     | –  | –     | –  | 1   | –   | –   | –   | –   | 1   | –   | 2   |     |        |
| Ekvádor                | –  | –  | –  | –  | –  | –  | –   | 4     | –  | –     | –  | 3   | –   | –   | 1   | –   | –   | –   | 3   |     |        |
| Egypt                  | –  | –  | –  | –  | –  | –  | –   | –     | –  | –     | –  | –   | –   | –   | –   | –   | –   | 2   | 1   |     |        |
| Salvador               | –  | –  | –  | –  | –  | –  | –   | –     | –  | –     | –  | –   | –   | –   | 1   | –   | –   | –   | 1   |     |        |
| Estonsko               | –  | –  | –  | –  | –  | –  | –   | –     | –  | –     | –  | –   | –   | 2   | 2   | –   | –   | 1   | 3   |     |        |
| Finsko                 | –  | –  | –  | –  | –  | –  | 4   | –     | 1  | –     | –  | –   | –   | 1   | 1   | 1   | –   | –   | 5   |     |        |
| Francie                | 1  | 14 | –  | 1  | 6  | 10 | 10  | 2     | 4  | 5     | 7  | 4   | 7   | 9   | 8   | 7   | 9   | 10  | 17  |     |        |
| Gruzie                 | –  | –  | –  | –  | –  | –  | –   | –     | –  | –     | –  | –   | –   | –   | –   | 2   | 1   | 1   | 3   |     |        |
| Německo                | 1  | –  | 1  | 5  | 7  | –  | –   | –     | –  | –     | 6  | 3   | 5   | 4   | 2   | 7   | 8   | 9   | 12  |     |        |
| Velká Británie         | 2  | 6  | –  | 22 | 11 | 8  | 10  | –     | 3  | 5     | 6  | 5   | 6   | 1   | 2   | 8   | 7   | 6   | 16  |     |        |
| Řecko                  | 7  | –  | –  | –  | –  | 1  | 3   | –     | 2  | 3     | 4  | 2   | 1   | 4   | 2   | –   | –   | 2   | 11  |     |        |
| Haiti                  | –  | –  | –  | –  | –  | –  | –   | –     | 1  | 1     | –  | 1   | 1   | –   | –   | –   | –   | –   | 4   |     |        |
| Hongkong               | –  | –  | –  | –  | –  | –  | –   | –     | 1  | –     | –  | –   | –   | –   | –   | –   | –   | –   | 1   |     |        |
| Maďarsko               | 1  | –  | –  | 3  | 6  | –  | 5   | –     | –  | 2     | 1  | 5   | 5   | 4   | 2   | 2   | 2   | –   | 12  |     |        |
| Indie                  | –  | –  | –  | –  | –  | –  | 6   | –     | 1  | 3     | 2  | 2   | 4   | 2   | 4   | 7   | 4   | 3   | 11  |     |        |
| Indonésie              | –  | –  | –  | –  | –  | –  | –   | –     | 1  | 3     | 5  | 2   | 2   | 2   | –   | –   | –   | –   | 6   |     |        |
| Irsko                  | –  | –  | –  | –  | –  | –  | 4   | –     | –  | 2     | 2  | 2   | –   | –   | –   | –   | –   | –   | 4   |     |        |
| Izrael                 | –  | –  | –  | –  | –  | –  | –   | –     | 1  | 4     | 1  | –   | –   | 3   | 4   | 3   | 1   | –   | 7   |     |        |
| Itálie                 | –  | –  | –  | –  | –  | 4  | 8   | 3     | 4  | 5     | 8  | 8   | 6   | 6   | 8   | 7   | 7   | 6   | 13  |     |        |
| Japonsko               | –  | –  | –  | –  | –  | 2  | 4   | 2     | 2  | 4     | 5  | 7   | 5   | 4   | 3   | 3   | 6   | 11  | 13  |     |        |
| Kazachstán             | –  | –  | –  | –  | –  | –  | –   | –     | –  | –     | –  | –   | –   | –   | –   | 3   | 2   | 7   | 3   |     |        |
| Lotyšsko               | –  | –  | –  | –  | –  | –  | –   | –     | –  | –     | 2  | –   | –   | –   | 1   | –   | 1   | 2   | 4   |     |        |
| Lichtenštejnsko        | –  | –  | –  | –  | –  | –  | –   | –     | –  | –     | –  | –   | –   | –   | –   | 1   | 1   | –   | 2   |     |        |
| Litva                  | –  | –  | –  | –  | –  | –  | –   | –     | –  | –     | –  | –   | –   | –   | –   | –   | 1   | –   | 1   |     |        |
| Lucembursko            | –  | –  | –  | –  | –  | –  | 1   | –     | –  | –     | –  | 1   | 1   | 2   | –   | 1   | 1   | –   | 6   |     |        |
| Madagaskar             | –  | –  | –  | –  | –  | –  | –   | –     | –  | –     | 2  | 2   | –   | 1   | –   | –   | –   | –   | 3   |     |        |
| Mexiko                 | –  | –  | –  | –  | –  | –  | 2   | 6     | 1  | 5     | 4  | 3   | 2   | –   | –   | –   | 2   | 2   | 9   |     |        |
| Moldavsko              | –  | –  | –  | –  | –  | –  | –   | –     | –  | –     | –  | –   | –   | –   | –   | –   | 1   | –   | 1   |     |        |
| Černá Hora             | –  | –  | –  | –  | –  | –  | –   | –     | –  | –     | –  | –   | –   | –   | –   | –   | 1   | –   | 1   |     |        |
| Maroko                 | –  | –  | –  | –  | –  | –  | –   | –     | 1  | –     | 2  | 1   | 1   | 2   | –   | –   | –   | –   | 5   |     |        |
| Nizozemsko             | –  | –  | –  | 2  | 1  | –  | 5   | –     | 1  | 1     | 5  | 5   | 3   | –   | –   | 2   | 3   | 4   | 11  |     |        |
| Nový Zéland            | –  | –  | –  | –  | –  | –  | –   | –     | –  | 3     | –  | 1   | –   | –   | 1   | 1   | 2   | 2   | 6   |     |        |
| Nigérie                | –  | –  | –  | –  | –  | –  | –   | –     | 1  | 3     | –  | 1   | –   | –   | –   | –   | –   | –   | 3   |     |        |
| Norsko                 | –  | –  | –  | –  | 7  | 3  | 4   | –     | –  | –     | 2  | 1   | 1   | –   | –   | –   | –   | –   | 6   |     |        |
| Paraguay               | –  | –  | –  | –  | –  | –  | –   | –     | –  | 2     | 2  | –   | 1   | –   | –   | 1   | 1   | 1   | 6   |     |        |
| Peru                   | –  | –  | –  | –  | –  | –  | –   | –     | 3  | –     | 2  | –   | –   | 1   | –   | –   | –   | 1   | 4   |     |        |
| Filipíny               | –  | –  | –  | –  | –  | –  | –   | –     | 1  | –     | –  | –   | –   | –   | –   | –   | –   | –   | 1   |     |        |
| Polsko                 | –  | –  | –  | –  | –  | –  | –   | –     | –  | 1     | 3  | 2   | –   | 2   | 6   | 7   | 7   | 6   | 8   |     |        |
| Portugalsko            | –  | –  | –  | –  | –  | –  | 1   | –     | –  | –     | 2  | 2   | 2   | –   | –   | –   | 2   | 2   | 6   |     |        |
| Portoriko              | –  | –  | –  | –  | –  | –  | –   | 3     | 1  | –     | 2  | –   | –   | 1   | –   | –   | 1   | –   | 5   |     |        |
| Sportovci ROV          | –  | –  | –  | –  | –  | –  | –   | –     | –  | –     | –  | –   | –   | –   | –   | –   | –   | 8   | 1   |     |        |
| Rumunsko               | –  | –  | –  | –  | –  | –  | 3   | –     | –  | –     | 5  | 4   | 3   | 2   | 2   | 5   | 6   | 3   | 9   |     |        |
| Rusko                  | –  | –  | –  | –  | 2  | –  | –   | –     | –  | –     | –  | 4   | 5   | 9   | 9   | 10  | 8   | –   | 7   |     |        |
| Srbsko a Černá Hora    | –  | –  | –  | –  | –  | –  | –   | –     | –  | –     | –  | –   | –   | 1   | –   | –   | –   | –   | 1   |     |        |
| Srbsko                 | –  | –  | –  | –  | –  | –  | –   | –     | –  | –     | –  | –   | –   | –   | 4   | 6   | 6   | 5   | 4   |     |        |
| Slovensko              | –  | –  | –  | –  | –  | –  | –   | –     | –  | –     | –  | 5   | 5   | 7   | 4   | 4   | 3   | 3   | 7   |     |        |
| Slovinsko              | –  | –  | –  | –  | –  | –  | –   | –     | –  | –     | 4  | –   | 3   | 4   | –   | 4   | 1   | –   | 5   |     |        |
| Jihoafrická republika  | –  | –  | –  | 3  | 3  | 5  | 4   | –     | –  | –     | 6  | 6   | 5   | –   | 2   | –   | –   | –   | 8   |     |        |
| Sovětský svaz          | –  | –  | –  | –  | –  | –  | –   | 4     | –  | 7     | –  | –   | –   | –   | –   | –   | –   | –   | 2   |     |        |
| Jižní Korea            | –  | –  | –  | –  | –  | –  | –   | –     | 1  | 5     | 4  | 5   | 4   | 2   | 1   | –   | –   | 1   | 8   |     |        |
| Španělsko              | –  | –  | –  | –  | –  | 4  | 8   | 3     | 2  | 4     | 6  | 7   | 7   | 11  | 9   | 12  | 9   | 8   | 13  |     |        |
| Švédsko                | –  | –  | –  | 4  | 16 | 8  | 4   | 1     | 2  | 3     | 6  | 4   | 5   | 4   | 5   | 3   | 1   | 1   | 15  |     |        |
| Švýcarsko              | –  | –  | –  | –  | –  | 3  | 4   | –     | 2  | 2     | 4  | 3   | 3   | 4   | 5   | 2   | 2   | 2   | 12  |     |        |
| Thajsko                | –  | –  | –  | –  | –  | –  | –   | –     | –  | –     | 2  | 2   | 3   | 2   | 1   | –   | 2   | –   | 6   |     |        |
| Togo                   | –  | –  | –  | –  | –  | –  | –   | –     | –  | –     | –  | –   | –   | –   | 1   | –   | –   | –   | 1   |     |        |
| Tunisko                | –  | –  | –  | –  | –  | –  | –   | –     | –  | –     | –  | 1   | –   | –   | 1   | 2   | 2   | 1   | 5   |     |        |
| Turecko                | –  | –  | –  | –  | –  | –  | –   | –     | –  | –     | –  | –   | –   | –   | –   | –   | 1   | –   | 1   |     |        |
| Ukrajina               | –  | –  | –  | –  | –  | –  | –   | –     | –  | –     | –  | –   | 2   | 2   | 4   | 2   | 6   | 4   | 6   |     |        |
| Sjednocený tým         | –  | –  | –  | –  | –  | –  | –   | –     | –  | –     | 5  | –   | –   | –   | –   | –   | –   | –   | 1   |     |        |
| Spojené státy americké | –  | 5  | 35 | –  | 1  | –  | 9   | 6     | 7  | 7     | 7  | 7   | 10  | 10  | 10  | 12  | 11  | 11  | 15  |     |        |
| Uruguay                | –  | –  | –  | –  | –  | –  | –   | –     | –  | –     | –  | 1   | –   | –   | –   | –   | 1   | 1   | 3   |     |        |
| Uzbekistán             | –  | –  | –  | –  | –  | –  | –   | –     | –  | –     | –  | 2   | 1   | –   | 1   | 1   | 1   | –   | 5   |     |        |
| Venezuela              | –  | –  | –  | –  | –  | –  | –   | –     | –  | –     | –  | 3   | 4   | 1   | 1   | –   | –   | –   | 4   |     |        |
| Západní Německo        | –  | –  | –  | –  | –  | –  | –   | 4     | 3  | 5     | –  | –   | –   | –   | –   | –   | –   | –   | 3   |     |        |
| Jugoslávie             | –  | –  | –  | –  | –  | –  | 1   | –     | 2  | 3     | –  | –   | –   | –   | –   | –   | –   | –   | 3   |     |        |
| Zimbabwe               | –  | –  | –  | –  | –  | –  | –   | –     | 1  | 3     | 2  | 2   | 3   | 3   | 1   | –   | –   | –   | 7   |     |        |
| Zúčastněné země        | 6  | 4  | 2  | 10 | 14 | 14 | 27  | —     | 15 | —     | 34 | 38  | 48  | 55  | 52  | 52  | 48  | 44  | 56  | 45  | —      |
| Počet tenistů          | 13 | 26 | 36 | 50 | 82 | 75 | 124 | —     | 45 | —     | 64 | 129 | 177 | 176 | 182 | 170 | 169 | 184 | 199 | 191 | —      |

## Pořadí národů
Související informace naleznete také v článkové sekci Pořadí národů.

### Celkově
| Pořadí | Národní olympijský výbor     | Zlato | Stříbro | Bronz | Celkem |
| ------ | ---------------------------- | ----- | ------- | ----- | ------ |
| 1.     | Spojené státy americké (USA) | 21    | 7       | 13    | 41     |
| 2.     | Velká Británie (GBR)         | 17    | 14      | 12    | 43     |
| 3.     | Francie (FRA)                | 5     | 6       | 8     | 19     |
| 4.     | Německo (GER)                | 3     | 6       | 2     | 15     |
| 5.     | Rusko (RUS)                  | 3     | 3       | 2     | 8      |
| 6.     | Švýcarsko (SUI)              | 3     | 3       | 0     | 6      |
| 7.     | Jihoafrická republika (RSA)  | 3     | 2       | 1     | 6      |
| 8.     | Španělsko (ESP)              | 2     | 8       | 5     | 15     |
| 9.     | Česko (CZE)                  | 2     | 3       | 4     | 9      |
| 10.    | Austrálie (AUS)              | 2     | 1       | 4     | 7      |
| 11.    | Chile (CHI)                  | 2     | 1       | 1     | 4      |
| 11.    | Čína (CHN)                   | 2     | 1       | 1     | 4      |
| 13.    | Smíšené družstvo (ZZX)       | 1     | 2       | 3     | 6      |
| 13.    | Chorvatsko (CRO)             | 1     | 2       | 3     | 6      |
| 15.    | Sportovci ROV (ROC)          | 1     | 2       | 0     | 3      |
| 16.    | Československo (TCH)         | 1     | 1       | 2     | 4      |
| 17.    | Itálie (ITA)                 | 1     | 0       | 2     | 3      |
| 18.    | Bělorusko (BLR)              | 1     | 0       | 1     | 2      |
| 18.    | Belgie (BEL)                 | 1     | 0       | 1     | 2      |
| 20.    | Kanada (CAN)                 | 1     | 0       | 1     | 2      |
| 20.    | Srbsko (SRB)                 | 1     | 0       | 1     | 2      |
| 20.    | Západní Německo (FRG)        | 1     | 0       | 1     | 2      |
| 23.    | Portoriko (PUR)              | 1     | 0       | 0     | 1      |
| 24.    | Švédsko (SWE)                | 0     | 3       | 5     | 8      |
| 25.    | Argentina (ARG)              | 0     | 2       | 3     | 5      |
| 26.    | Řecko (GRE)                  | 0     | 2       | 1     | 3      |
| 26.    | Japonsko (JPN)               | 0     | 2       | 1     | 3      |
| 28.    | Nizozemsko (NED)             | 0     | 1       | 1     | 2      |
| 29.    | Dánsko (DEN)                 | 0     | 1       | 0     | 1      |
| 29.    | Rakousko (AUT)               | 0     | 1       | 0     | 1      |
| 29.    | Rumunsko (ROU)               | 0     | 1       | 0     | 1      |
| 32.    | Sjednocený tým (EUN)         | 0     | 0       | 2     | 2      |
| 33.    | Australasie (ANZ)            | 0     | 0       | 1     | 1      |
| 33.    | Brazílie (BRA)               | 0     | 0       | 1     | 1      |
| 33.    | Bulharsko (BUL)              | 0     | 0       | 1     | 1      |
| 33.    | Čechy (BOH)                  | 0     | 0       | 1     | 1      |
| 33.    | Indie (IND)                  | 0     | 0       | 1     | 1      |
| 33.    | Nový Zéland (NZL)            | 0     | 0       | 1     | 1      |
| 33.    | Norsko (NOR)                 | 0     | 0       | 1     | 1      |
| 33.    | Polsko (POL)                 | 0     | 0       | 1     | 1      |
| 33.    | Ukrajina (UKR)               | 0     | 0       | 1     | 1      |
| 33.    | Maďarsko (HUN)               | 0     | 0       | 1     | 1      |

## Vícenásobní medailisté
| Celkem | Tenista                      | Zlato | Stříbro | Bronz |
| ------ | ---------------------------- | ----- | ------- | ----- |
| 5      | Venus Williamsová            | 4     | 1       | 0     |
| 4      | Serena Williamsová           | 4     | 0       | 0     |
| 4      | Reginald Doherty             | 3     | 0       | 1     |
| 3      | Vincent Richards             | 2     | 1       | 0     |
| 3      | Andy Murray                  | 2     | 1       | 0     |
| 3      | Lawrence Doherty             | 2     | 0       | 1     |
| 3      | Mary Joe Fernandezová        | 2     | 0       | 1     |
| 3      | Suzanne Lenglenová           | 2     | 0       | 1     |
| 3      | Charles Winslow              | 2     | 0       | 1     |
| 2      | Kateřina Siniaková           | 2     | 0       | 0     |
| 2      | Rafael Nadal                 | 2     | 0       | 0     |
| 2      | John Pius Boland             | 2     | 0       | 0     |
| 2      | Charlotte Cooperová          | 2     | 0       | 0     |
| 2      | Gigi Fernándezová            | 2     | 0       | 0     |
| 2      | André Gobert                 | 2     | 0       | 0     |
| 2      | Arthur Gore                  | 2     | 0       | 0     |
| 2      | Edith Hannamová              | 2     | 0       | 0     |
| 2      | Nicolás Massú                | 2     | 0       | 0     |
| 2      | Hazel Wightmanová            | 2     | 0       | 0     |
| 2      | Helen Willsová Moodyová      | 2     | 0       | 0     |
| 2      | Beals Wright                 | 2     | 0       | 0     |
| 5      | Kathleen McKane Godfreeová   | 1     | 2       | 2     |
| 4      | Charles Dixon                | 1     | 1       | 2     |
| 3      | Max Decugis                  | 1     | 1       | 1     |
| 3      | Fernando González            | 1     | 1       | 1     |
| 3      | Steffi Grafová               | 1     | 1       | 1     |
| 3      | Major Ritchie                | 1     | 1       | 1     |
| 2      | Herbert Barrett              | 1     | 1       | 0     |
| 2      | Belinda Bencicová            | 1     | 1       | 0     |
| 2      | Jelena Dementěvová           | 1     | 1       | 0     |
| 2      | Roger Federer                | 1     | 1       | 0     |
| 2      | Harold Kitson                | 1     | 1       | 0     |
| 2      | Dorothea Köringová           | 1     | 1       | 0     |
| 2      | / Jelena Vesninová           | 1     | 1       | 0     |
| 2      | Todd Woodbridge              | 1     | 1       | 0     |
| 2      | Mark Woodforde               | 1     | 1       | 0     |
| 2      | Max Woosnam                  | 1     | 1       | 0     |
| 3      | Mike Bryan                   | 1     | 0       | 2     |
| 2      | Novak Djoković               | 1     | 0       | 1     |
| 2      | John Peers                   | 1     | 0       | 1     |
| 2      | Viktoria Azarenková          | 1     | 0       | 1     |
| 2      | Jack Sock                    | 1     | 0       | 1     |
| 2      | Marguerite Broquedisová      | 1     | 0       | 1     |
| 2      | Bob Bryan                    | 1     | 0       | 1     |
| 2      | Zina Garrisonová             | 1     | 0       | 1     |
| 2      | Edgar Leonard                | 1     | 0       | 1     |
| 2      | Miloslav Mečíř               | 1     | 0       | 1     |
| 2      | Jack Sock                    | 1     | 0       | 1     |
| 4      | Arantxa Sánchezová Vicariová | 0     | 2       | 2     |
| 3      | Harold Mahony                | 0     | 2       | 1     |
| 3      | Conchita Martínezová         | 0     | 2       | 1     |
| 3      | Jana Novotná                 | 0     | 2       | 1     |
| 2      | Rajeev Ram                   | 0     | 2       | 0     |
| 2      | George Caridia               | 0     | 2       | 0     |
| 2      | Henri Cochet                 | 0     | 2       | 0     |
| 2      | Dorothy Holmanová            | 0     | 2       | 0     |
| 2      | Dionysios Kasdaglis          | 0     | 2       | 0     |
| 2      | Ičija Kumagai                | 0     | 2       | 0     |
| 2      | Robert LeRoy                 | 0     | 2       | 0     |
| 2      | Yvonne Prévostová            | 0     | 2       | 0     |
| 2      | Virginia Ruano Pascualová    | 0     | 2       | 0     |
| 2      | Helena Suková                | 0     | 2       | 0     |
| 2      | Alphonzo Bell                | 0     | 1       | 1     |
| 2      | Sigrid Ficková               | 0     | 1       | 1     |
| 2      | Juan Martín del Potro        | 0     | 1       | 1     |
| 2      | Lucie Hradecká               | 0     | 1       | 1     |
| 2      | Albert Canet                 | 0     | 0       | 2     |
| 2      | Stefan Edberg                | 0     | 0       | 2     |
| 2      | Goran Ivanišević             | 0     | 0       | 2     |
| 2      | Marion Jonesová              | 0     | 0       | 2     |
| 2      | Arthur Norris                | 0     | 0       | 2     |
| 2      | Hedwig Rosenbaumová          | 0     | 0       | 2     |

## Vícenásobní olympijští vítězové na jediných hrách
Tenisté, kteří vyhráli více soutěží v jediném ročníku olympijských her.
| Rok  | mužská dvouhra mužská čtyřhra |
| ---- | ----------------------------- |
| 1896 | John Boland                   |
| 1900 | Lawrence Doherty              |
| 1904 | Beals Wright                  |
| 1908 | Arthur Gore                   |
| 1912 | Charles Winslow               |
| 2004 | Nicolás Massú                 |

| Rok  | ženská dvouhra ženská čtyřhra |
| ---- | ----------------------------- |
| 1924 | Helen Willsová                |
| 2000 | Venus Williamsová             |
| 2012 | Serena Williamsová            |

| Rok  | mužská čtyřhra smíšená čtyřhra |
| ---- | ------------------------------ |
| 1900 | Reginald Doherty               |

| Rok  | ženská dvouhra smíšená čtyřhra |
| ---- | ------------------------------ |
| 1900 | Charlotte Cooperová            |
| 1912 | Edith Hannamová                |
| 1920 | Suzanne Lenglenová             |

## Zlatý Slam
Související informace naleznete také v článkové sekci Kariérní Zlatý Slam.
Tenisté, kteří v jediné soutěži vyhrají všechny čtyři grandslamy a zlatou olympijskou medaili získávají Zlatý Slam (Golden Slam). Pokud toho dosáhnou napříč sezónami, pak se jedná o kariérní Zlatý Slam. Původním názvem „Golden Grand Slam“ (Zlatý Grand Slam), později zkracovaný na „Golden Slam“ , je koncept zavedený v roce 1988 ve spojitosti se znovuzařazením tenisu na program olympijských her a výkonem Němky Steffi Grafové v dané sezóně. Pouze Grafová dosáhla na kalendářní Zlatý Slam, když všech pět titulů vybojovala během jediného kalendářního roku, v ženské dvouhře sezóny 1988. Ve dvouhře vybojovali kariérní Zlatý Slam Steffi Grafová, Andre Agassi, Serena Williamsová, Rafael Nadal a Novak Djoković. Jediná Serena Williamsová zkompletovala kariérní Zlatý Slam ve dvouhře i čtyřhře. Formát kombinující Zlatý Slam s výhrou na Turnaji mistrů či mistryň získal označení Super Slam.

## Českoslovenští a čeští olympijští medailisté
– Zlatá medaile (3)
- 1988 – Miloslav Mečíř (ČSSR) – mužská dvouhra
- 2020 – Barbora Krejčíková, Kateřina Siniaková (Česko) – ženská čtyřhra
- 2024 – Kateřina Siniaková, Tomáš Machač (Česko) – smíšená čtyřhra

 – Stříbrná medaile (4)
- 1988 – Jana Novotná, Helena Suková (ČSSR) – ženská čtyřhra
- 1996 – Jana Novotná, Helena Suková (Česko) – ženská čtyřhra
- 2012 – Andrea Hlaváčková, Lucie Hradecká (Česko) – ženská čtyřhra
- 2020 – Markéta Vondroušová (Česko) – ženská dvouhra

 – Bronzová medaile (6)
- 1920 – Milada Skrbková, Ladislav Žemla (Československo) – smíšená čtyřhra
- 1988 – Miloslav Mečíř, Milan Šrejber (ČSSR) – mužská čtyřhra
- 1996 – Jana Novotná (Česko) – ženská dvouhra
- 2016 – Petra Kvitová (Česko) – ženská dvouhra
- 2016 – Lucie Šafářová, Barbora Strýcová (Česko) – ženská čtyřhra
- 2016 – Lucie Hradecká, Radek Štěpánek (Česko) – smíšená čtyřhra

### LOH 1900
Hedwig Rosenbaumová startovala na Letních olympijských hrách v roce 1900 de facto soukromě. V zápise uvedla jako zemi původu Prahu a her se zúčastnila nezávisle na Českém olympijském výboru. Vybojovala dvě bronzové medaile v ženské dvouhře a ve smíšené čtyřhře spolu s britským tenistou Archibaldem Wardenem. Do oficiálních statistik se její výsledky nezapočítávají.

### LOH 1906
Ladislav Žemla získal bronzovou medaili na athénských Athénských olympijských mezihrách 1906 ve čtyřhře. Jednalo se o tzv. mezihry a výsledky nejsou do oficiálních statistik započítány.